# Charles Gravier de Vergennes

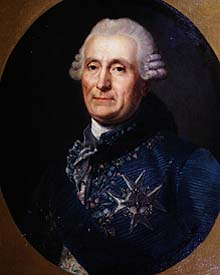
Charles Gravier, conde de Vergennes.

Charles Gravier, condé de Vergennes (Dijon, Francia, 20 de diciembre de 1717 - 13 de febrero de 1787) fue un político y diplomático francés que ostentó el cargo de ministro de Asuntos Exteriores de su país durante el reinado de Luis XVI.

## Primeros años de vida
Fue iniciado en la profesión de la diplomacia por su tío, Théodore Chevignard de Chavigny, bajo cuya protección recibió su primer empleo, en Portugal. Su éxito en la defensa de los intereses de Francia como representante cerca de la diócesis de Tréveris en 1750 y en los años posteriores hicieron que fuera enviado al Imperio Otomano en 1755, como ministro plenipotenciario, por lo tanto, embajador. En 1768 fue llamado a volver a su patria, aparentemente a causa de su boda con Anne Duvivier (1730-1798) pero en realidad fue porque el duque de Choiseul no lo consideraba capaz de causar una guerra entre el Imperio Otomano y el Imperio Ruso. Después de la dimisión de Choiseul fue enviado a Suecia para ayudar al partido político filo-français de los Hats con dinero y consejos. El golpe con el que Gustavo III reforzó su poder (el 19 de agosto de 1772) fue el mayor éxito del diplomático en el país escandinavo.
Con la subida al trono de Luis XVI fue nombrado ministro de Asuntos Exteriores. Su política se guiaba por la convicción de que el poder de Gran Bretaña y el Imperio Ruso estaba creciendo demasiado y había que hacer que disminuyera.
Su rivalidad con los ingleses y su deseo de vengar los desastres de la guerra de los Siete Años lo llevó a respaldar la independencia de las colonias americanas en la Guerra de Independencia americana. Gravier buscó, por medio de negociaciones, asegurar la neutralidad de los Estados del Norte de Europa, al fin llevada a cabo por Catalina II de Rusia. Al mismo tiempo pactó el apoyo con Pierre de Beaumarchais para el envío oculto de tropas francesas y de armas a los rebeldes americanos. En 1777, el secretario de las Trece colonias informó de que Francia había reconocido a los Estados Unidos y deseaba estrechar una alianza ofensiva y ofensiva con el nuevo Estado. Gravier, además, animó a Luis XVI a financiar viajes a Indochina, que sirvieron para crear la Indochina francesa en el siglo siguiente.
En cuanto a política interna, Gravier fue conservador, participando en las intrigas para eliminar a Jacques Necker, ya que lo consideraba un peligroso innovador, un republicano, protestante y extranjero. En 1781 se convirtió en jefe del concilio del Ministerio de Hacienda y en 1783, respaldó el nombramiento de Charles Alexandre de Calonne como Controlador General de las Finanzas (el antiguo ministro de Finanzas). Gravier murió justo antes de la Asamblea de los Notables de 1787, reunión que él mismo había recomendado al rey.